# Giganthias
Giganthias is een geslacht van straalvinnige vissen uit de familie van de zaag- of zeebaarzen (Serranidae).

## Soorten
- Giganthias immaculatus Katayama, 1954
- Giganthias serratospinosus White & Dharmadi, 2012